# Aclastus rufipes
Aclastus rufipes är en stekelart som beskrevs av William Harris Ashmead 1902. Aclastus rufipes ingår i släktet Aclastus och familjen brokparasitsteklar. Inga underarter finns listade i Catalogue of Life.